# Carbon Airways
Carbon Airways est un groupe de musique électronique français, originaire de Besançon, anciennement composé de deux membres : Enguérand et Éléonore Fernese qui sont frère et sœur.

## Biographie
Formés au conservatoire à différentes musiques, ces deux musiciens, frère et sœur, ont commencé chez eux par  des duos violon-violoncelle, puis sont passés à la guitare/basse, et enfin à la musique électronique assistée par ordinateur,. Ils ont joué sur scène pour la première fois le 22 août 2010 dans le cadre du festival électro-clique avec l'association Le Citron Vert à Besançon. Ils ont été révélés lors des Rencontres trans musicales, de par leur talent et leur jeunesse (Enguérand est né en 1997, ils n'ont qu'un an d'écart), mais aussi par une polémique, lorsque la préfecture du Jura leur a initialement interdit la scène car jugée hypothétiquement dangereuse pour leur scolarité, avant de changer d'avis,.
Ils créent ensuite deux EP, Shake Your Rage, Part 1 and 2, commercialisés en 2011 : leurs « deux mini-albums remarqués qui, à l’image de la génération spontanée qu’ils incarnent (et avantageusement portés par des vidéos très réussies), ont buzzé comme rarement sur le Web ». En 2012, ils sortent un nouvel EP, Oxydizer, trois titres édités sur le label du Citron Vert, et se produisent ensuite sur plusieurs festivals de cette même année 2012, dont l'Ultra Music Festival, à Miami en mars, et les Eurockéennes de Belfort début juillet. Le groupe Indochine les choisit également pour assurer la première partie de leur tournée Black City Tour 1.
Ils se manifestent de nouveau durant l'été 2013 sur plusieurs festivals, dont Décibulles, le Festival de Dour et Scopitone. Leur programme est encore plus fourni en 2014, avec leur présence, entre autres scènes, le 4 avril 2014 en ouverture de Skip the Use à Strasbourg, le 12 avril 2014 au Coachella Festival en Californie,,,, 
le 27 avril 2014 au Printemps de Bourges, 
le 6 juin 2014 en première partie de Shaka Ponk au Zénith de Paris, le 27 juin 2014 au Solidays à Paris, le 19 juillet 2014 aux Vieilles Charrues à Carhaix, et le 26 juillet 2014 au Paléo Festival Nyon en Suisse.
Le groupe se sépare en septembre 2015 après le summer sonic festival au Japon. Eléonore se lance dans le commerce, puis comme nutritionniste à temps plein. Quant à Enguérand, il lance son nouveau projet solo appelé Fontiac et donnera son premier concert le 8 octobre 2016 au « Petit Bain » une péniche concert amarrée à Paris.

## Discographie
- 2011 : Shake Your Rage (EP)
- 2012 : Oxydizer (EP)
- 2013 : Black Sun (EP)
- 2014 : You Walk Away (EP)
- 2015 : Break the Silence (EP)